# Conus parascalaris
Espèce
Statut de conservation UICN

 LC  : Préoccupation mineure
Conus parascalaris est une espèce de mollusques gastéropodes marins de la famille des Conidae.
Comme toutes les espèces du genre Conus, ces escargots sont prédateurs et venimeux. Ils sont capables de « piquer » les humains et doivent donc être manipulés avec précaution, voire pas du tout.

## Description
La longueur maximale enregistrée de la coquille est de 23 mm. 

## Distribution
Locus typicus : « Golfe du Venezuela, au large de Punto Fijo, Falcon, Venezuela ».
Cette espèce est présente dans la mer des Caraïbes au large du Venezuela à une profondeur de 35 m.

### Niveau de risque d’extinction de l’espèce
Selon l'analyse de l'UICN réalisée en 2011 pour la définition du niveau de risque d'extinction, cette espèce s'étend du Panama au Golfo Triste, Venezuela, bien que sa distribution soit incertaine. Il n'y a pas de menaces connues pour cette espèce. Elle est répertoriée comme étant de préoccupation mineure.

## Taxonomie

### Publication originale
L'espèce Conus parascalaris a été décrite pour la première fois en 1987 par le malacologiste américain Edward James Petuch (d) dans « Charlottesville, Virginia: The Coastal Education and Research Foundation »,.

### Synonymes
- Conus (Dauciconus) parascalaris Petuch, 1987 · appellation alternative
- Dauciconus parascalaris (Petuch, 1987) · non accepté
- Gradiconus parascalaris (Petuch, 1987) · non accepté